# ماريكورا
ماريكورا (بالإنجليزية: Mareikura)‏ هن حوريات سماوية حسب الكوسمولوجيا البولينيزية، وهن من خدم آو lo الخالق. يعملن مراسلات بين السماء والأرض، وهن حارسات النفوس.